# Використання відходів вуглезбагачення у сільському господарстві
Використання відходів вуглезбагачення у сільському господарстві
Відходи вуглезбагачення багаті сполуками кальцію, мікроелементами, органічною речовиною, сіркою, а також мають велику сорбційну здатність щодо компонентів, які сприяють підвищенню родючості ґрунту. Ці особливості відходів вуглезбагачення є основою для виконання широкомасштабних досліджень з використання їх як добрив.
Дослідженнями встановлена доцільність використання відходів як добрив у сільському господарстві. Додання 0,3-1,0 т/га подрібнених сланцевих порід у суміші з азотнофосфористими й азотними добривами корисне для піщаних і порушених ерозією ґрунтів. Цінність відходів як добрива пов’язана з підвищенням рухомості органічної речовини і сполук азоту і фосфору, що знаходяться в них, під дією мікрофлори ґрунтів. Крім того, відходи містять значну кількість необхідних рослинам елементів: бор, цинк, мідь, марганець, молібден та ін.
Найбільш прийнятні як стимулятори родючості відходи флотації, тому що вони містять мікроелементи, необхідні для живлення рослин, у доступній формі. Застосування відходів флотації на ґрунтах легкого механічного складу як окремо, так і у суміші з традиційними добривами дає стабільне підвищення врожаю сільськогосподарських культур на 15-20 %. Використання відходів флотації у суміші з траиційними добривами покращує якість вирощених сільськогосподарських продуктів, у яких підвищений вміст білку, азоту, фосфору, проеїну. При цьому встановлено, що відходи флотації не спричиняють токсичної дії на мікрофлору ґрунту, навпаки збільшення внесення у ґрунт відходів флотації веде до збільшення у ньому мікроорганізмів і бактерій, що засвоюють органічний азот.
Таким чином, використання відвальних відходів підвищує комплексність переробки корисної копалини, дозволяє одержати нові види продукції і зменшує земельні площі, які займають відвали і які можуть бути використані для потреб сільського або лісового господарства.